# Karl I. von Egmond
Karl I. von Egmond († 7. Dezember 1541 in Cartagena) war der dritte Graf von Egmond. Er war der älteste Sohn von Johann IV. von Egmond (1499–1528) und dessen Frau Franziska von Luxemburg († 1557).

## Leben
Nach dem frühen Tod seines Vaters wurde er Graf von Egmond. Wahrscheinlich führte seine Mutter die Geschäfte. So konnte sie 1540 die Grafschaft Gavere in ein Fürstentum umwandeln. Im Jahr 1541 beschloss Kaiser  Karl V. einen Feldzug gegen die Barbaresken-Piraten. Als treue Parteigänger des Kaisers schlossen sich Karl und sein Bruder Lamoral dem Feldzug an. Gegen den Rat seines Genueser Admirals Andrea Doria wollte der Kaiser Algier im Oktober besetzen.
Die Flotte geriet aber in schlechtes Wetter und konnte nicht alles Material anlanden. Durch einen Orkan am 24. und 25. Oktober 1541 wurden allein 150 Schiffe versenkt. Letztlich musste sich die Armee wieder zurückziehen. Karl war während des Feldzuges erkrankt und wurde nach Cartagena in Spanien gebracht. Auf dem Rückweg gerieten die Schiffe erneut in schlechtes Wetter, so landete sein Bruder mit seinem Schiff in Korsika. Der kranke Karl erholte sich nicht mehr und starb 1541 in Spanien.